# Сингапур на Светском првенству у атлетици на отвореном 2013.
Сингапур је учествовао на Светском првенству у атлетици на отвореном 2013. одржаном у Москви од 10. до 18. августа четрнаести пут, односно на свим првенствима до данас. Репрезентацију Сингапура је представљао један атлетичар који се такмичио у трци на 100 м.
На овом првенству представник Сингапура није освојило медаљу, а изједначио је свој лични рекорд.

## Учесници
Мушкарци:
- Calvin Kang Li Loong — 100 м

## Резултати

### Мушкарци
| Атлетичар            | Дисциплина | Лични рекорд | Предтакмичење | Предтакмичење | Квалификације | Квалификације | Полуфинале           | Полуфинале           | Финале               | Финале  | Детаљи |
| Атлетичар            | Дисциплина | Лични рекорд | Резултат      | Место         | Резултат      | Место         | Резултат             | Место                | Резултат             | Место   | Детаљи |
| -------------------- | ---------- | ------------ | ------------- | ------------- | ------------- | ------------- | -------------------- | -------------------- | -------------------- | ------- | ------ |
| Calvin Kang Li Loong | 100 м      | 10,52        | 10,52 =ЛР     | 1. у гр. 4    | 10,66         | 8 у гр. 1     | Није се квалификовао | Није се квалификовао | Није се квалификовао | 50 / 75 |        |